# St. Georg (Königseggwald)

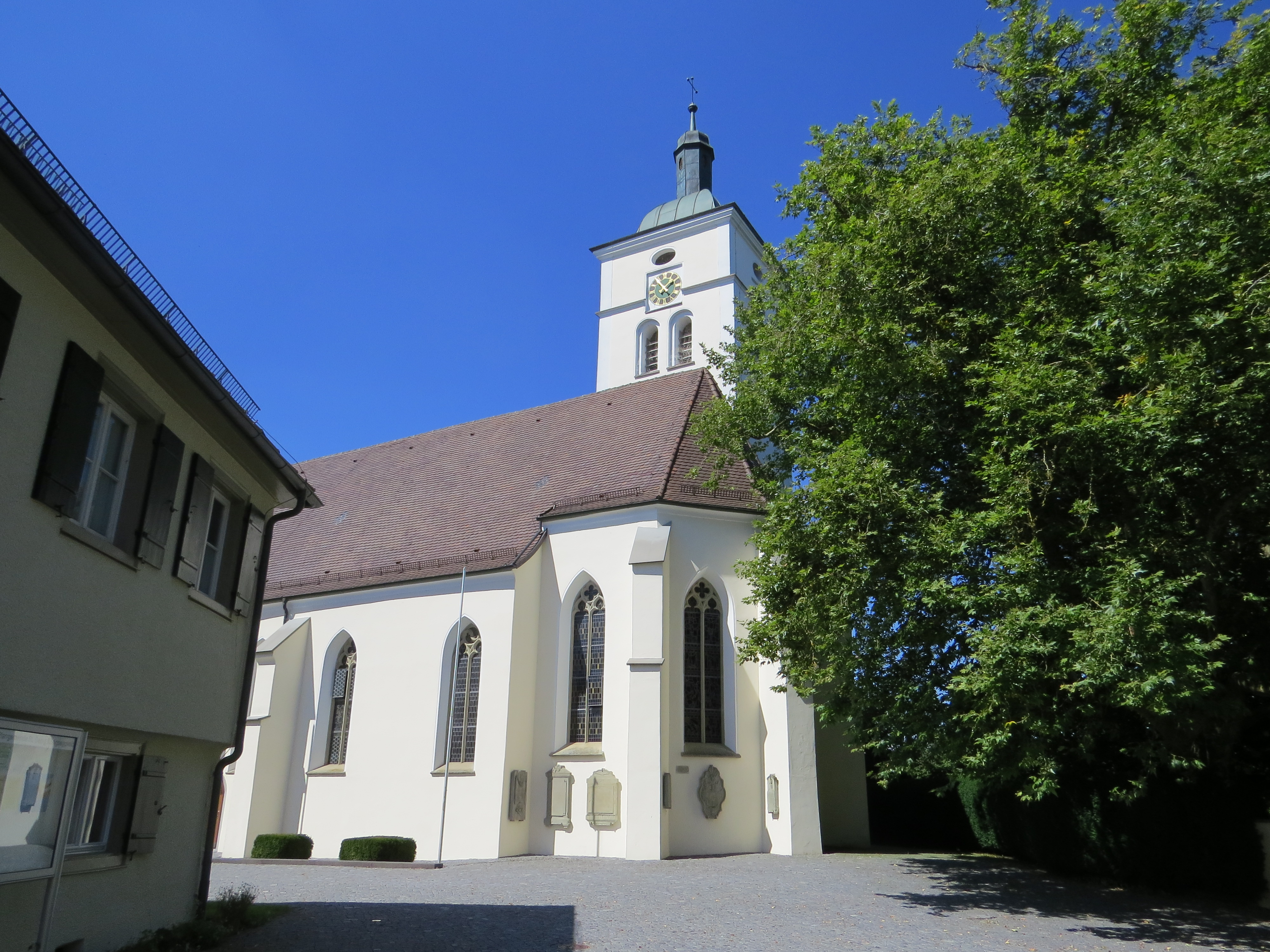
St. Georg in Königseggwald

Die römisch-katholische Pfarrkirche St. Georg steht in Königseggwald, einer Gemeinde im Landkreis Ravensburg in Baden-Württemberg. Die Kirchengemeinde gehört zur Diözese Rottenburg-Stuttgart. Das Bauwerk ist beim Landesamt für Denkmalpflege Baden-Württemberg als Baudenkmal eingetragen.

## Beschreibung
Die Pseudobasilika wurde 1486–90 erbaut. Ihr Langhaus besteht aus einem Mittelschiff und zwei Seitenschiffen, einem dreiseitig geschlossenen Chor im Osten, der von Strebepfeilern gestützt wird, und einem Chorflankenturm an dessen Nordwand, dessen obere Geschosse die Turmuhr und den Glockenstuhl beherbergen. Das Netzgewölbe des Mittelschiffs setzt in Höhe der Scheitel der Spitzbögen der Arkaden an. Der Chor ist mit einem Sterngewölbe überspannt, sein Fußboden liegt wenige Stufen höher als der des Langhauses. Die Orgel wurde 1890 als Opus 16 von der Gebr. Späth Orgelbau gebaut.